# Apisai Ielemia
Apisai Ielemia   (Vaitupu, 19 d'agost de 1955 - Funafuti, 19 de novembre de 2018) fou un polític de Tuvalu, primer ministre d'aquest país des de l'any 2006 fins al 2010. Ielemia va ser triat per servir en el Parlament de Tuvalu representant a l'atol de Vaitupu com a independent; la seva no alineació política no és inusual en la política tuvalés, atès que no existeixen partits polítics en aquest país. Va aconseguir el lloc de Primer Ministre després de les eleccions generals del 3 d'agost de 2006, que van guanyar els opositors de l'anterior primer ministre, Maatia Toafa, sent nomenat en el càrrec 14 d'agost.